# L'incontinente bianco
L'incontinente bianco è il quinto libro comico di Giobbe Covatta, edito nel 2002 a Milano dalla casa editrice Zelig.

## Trama
Come tutte le opere di Giobbe Covatta, il libro descrive in maniera estremizzata e grottesca una situazione disagiata del mondo attuale, in questo caso la povertà e gli stenti della popolazione africana. La vicenda è costruita come la cronaca dei servizi mandati in onda da una radio africana razzista, gestita da bianchi, nella quale viene presa in giro con crudele ironia la vita disperata della popolazione di colore; contemporaneamente, si mette in mostra come la popolazione bianca e la Chiesa non facciano nulla per migliorare la situazione della popolazione, e come anzi i loro interventi siano spesso più deleteri che utili.

## Beneficenza
Il libro prende ispirazione dall'esperienza di Giobbe Covatta come testimonial dell'associazione benefica AMREF, che si occupa di migliorare il livello di salute nel continente africano: i ricavati dell'opera sono stati infatti devoluti in beneficenza all'AMREF.

## Edizioni
- Giobbe Covatta, L'incontinente bianco, traduzione di Paola Catella, 3ª ed., Zelig Editore, 2002, ISBN 88-87291-60-8.